# 참호전

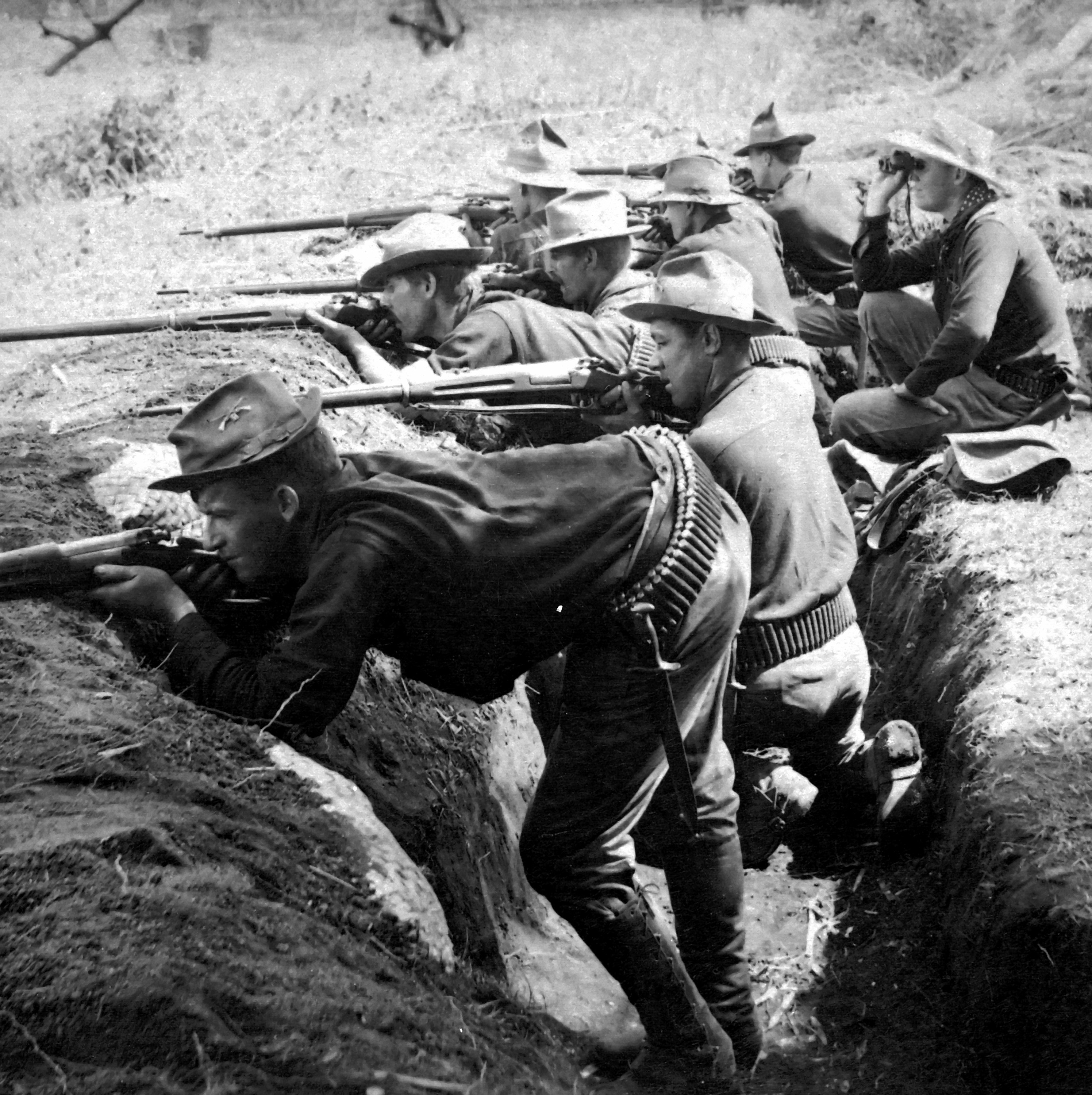
참호전

참호전(塹壕戰, 영어: trench warfare)은 주로 참호로 이루어진 전선에서 수행되는 육전의 유형이다. 참호는 보통 땅에 도랑을 파서 만든 것으로 전투원들을 적의 총,포탄으로부터 보호하는 역할을 하며, 소총·기관총·무반동포·박격포 및 기타 화기의 사격용, 피해 감소용의 설비, 병사들을 진지의 일부로부터 다른 부분으로 이동하거나 자리를 바꿔가면서 사격 할 수 있도록 하는 교통용 등이 포함된다.
화력의 혁명이 유사한 기동성의 발전과 일치하지 않을 때 참호전이 확산되어 방어자가 우위를 점하는 지독한 형태의 전쟁이 발생했다. 1914~1918년 서부 전선에서 양측은 철조망으로 공격으로부터 보호되는 전선을 따라 서로 반대되는 정교한 참호, 지하 및 덕아웃 시스템을 건설했다. 반대편 참호선 사이의 지역(무인지대)은 양측의 포격에 완전히 노출되었다. 공격이 성공하더라도 종종 심각한 사상자가 발생했다.
기갑기술과 제병연합전술의 발달로 정적인 전선을 우회하고 격파할 수 있게 되었고, 이는 전쟁 후 참호전의 쇠퇴로 이어졌다. 제 1차 세계 대전 이후 "참호전"은 교착 상태, 소모, 포위 공격, 분쟁의 무익함을 나타내는 대명사가 되었다.

## 무인지대
반대편 참호 사이의 공간은 "무인지대"라고 불리며 전장에 따라 폭이 다양했다. 서부 전선에서는 일반적으로 90~275미터(100~300야드)였지만 비미 능선에서는 25미터(30야드)에 불과했다.
1917년 3월 독일군이 힌덴부르크선으로 철수한 후, 사람의 땅은 1킬로미터 이상 뻗어나지 않았다. 갈리폴리에 있는 안자크(Anzac) 전장의 비좁은 경계에 있는 "퀸스 포스트"(Quinn's Post)에서 상대 참호는 불과 15미터(16야드) 떨어져 있었고 참호 안의 군인들은 끊임없이 서로에게 수류탄을 던졌다. 동부전선과 중동에서는 포탄, 총알, 콘크리트, 철조망을 공급하는 공장과의 거리가 너무 넓어서 포탄, 총알, 콘크리트, 철조망을 공급하는 공장과의 거리가 너무 멀기 때문에 서유럽식 참호전은 자주 일어나지 않았다.

## 같이 보기
- 남침땅굴
- 터널굴착기(TBM)
- 터널전
- 소모전
- 피로스의 승리
- 제 1차 세계 대전